# Templariusze (miniserial)
Templariusze – (oryg. Arn) – szwedzki sześcioodcinkowy miniserial przygodowy z 2010 roku. W Polsce emitowany od 7 grudnia 2012 do 21 grudnia 2012 w TVP1. Emisja odbywała się w każdy piątek ok. godziny 22:05 po dwa odcinki.